# Bofanda Duszanbe
Bofanda Duszanbe (tadż. Клуби футболи «Бофанда» Душанбе) – tadżycki klub piłkarski, mający siedzibę w stolicy kraju, Duszanbe.

## Historia
Chronologia nazw:
- 1993: Bofanda Duszanbe (ros. «Бофанда» Душанбе)

Piłkarski klub Bofanda został założony w miejscowości Duszanbe w 1993 roku. W 1996 zespół debiutował w rozgrywkach Wyższej Ligi Tadżykistanu. W debiutowym sezonie zajął 7. miejsce w końcowej klasyfikacji. W drugiej rundzie sezonu 1997 klub zrezygnował z dalszych rozgrywek, jednak w następnym 1998 ponownie występował w Wyższej Lidze. W 2001 klub został rozformowany.

## Sukcesy

### Trofea międzynarodowe
Nie uczestniczył w rozgrywkach azjatyckich (stan na 31-12-2015).

### Trofea krajowe
| \| \| Zdobyte trofea w rozgrywkach Tadżykistanu (stan na: 31-12-2015) \| |                                                                 |      |            |
| Rozgrywki                                                                | Osiągnięcie                                                     | Razy | Sezon(y)   |
| Mistrzostwo                                                              | I miejsce                                                       | 0    |            |
| Mistrzostwo                                                              | II miejsce                                                      | 0    |            |
| Mistrzostwo                                                              | III miejsce                                                     | 0    |            |
| Mistrzostwo                                                              | 7. miejsce                                                      | 2    | 1996, 1999 |
| Puchar                                                                   | zdobywca                                                        | 0    |            |
| Puchar                                                                   | finalista                                                       | 0    |            |
| Puchar                                                                   | półfinalista                                                    | 1    | 1998       |
| II liga                                                                  | I miejsce                                                       | 0    |            |
| II liga                                                                  | II miejsce                                                      | 0    |            |
| II liga                                                                  | III miejsce                                                     | 0    |            |
| Tadżykistan                                                              | Zdobyte trofea w rozgrywkach Tadżykistanu (stan na: 31-12-2015) |      |            |

## Stadion
Klub rozgrywał swoje mecze domowe na stadionie Bofanda w Duszanbe, który może pomieścić 2 000 widzów.

## Piłkarze
Znani piłkarze:
- Suhrob Hamidow
- Eradż Nasihow